# Malcolm mac Maelbrigte
Pour les articles homonymes, voir Malcolm.
Malcolm mac Maelbrigte (gaélique: Máel Coluim mac Máil Brigti) est le Mormaer de Moray de 1020 à 1029.
Selon les Annales de Tigernach, il est à l'origine du meurtre de son oncle et prédécesseur : Findláech mac Ruaidraih. Sa mort est mentionnée en 1029 dans ces mêmes Annales où il est désigné comme « roi d'Alba » (gaélique (rí Alban): 
 Mael Colaim mac Mael-Brighdi mac Ruaidrí, rí Alban mortuus est:  c'est-à-dire Máel Coluim, fils de Máel Brigte de Moray, fils de Ruadrí, roi d'Écosse, meurt